# Islas Summer
Las islas Summer (en gaélico escocés, Na h-Eileanan Samhraidh; en inglés: Isles Summer, que significa «islas de Verano») forman un archipiélago en la boca del Loch Broom, en la región de los Highland de Escocia.
La única isla habitada es Tanera Mòr, que es también la mayor del archipiélago. Alberga una piscifactoría de salmón, una cafetería y una oficina de correos, que ha impreso sus propios sellos desde 1970. La isla carece de carreteras asfaltadas. Se puede acceder a la isla a través de barco desde Achiltibuie.
Otras islas más pequeñas del archipiélago son las siguientes:
- Bottle Island
- Eilean Dubh
- Glas-leac Beag, Glas-leac Mòr
- Horse Island
- Isle Martin, Eilean Mullagrach
- Priest Island
- Isle Ristol
- Tanera Beag